# Правителство на Република Македония (7)
Седмото правителство на Република Македония е съставено след Парламентарните избори от 2008 година, на които ВМРО-ДПМНЕ, получава повече от половината депутатски места в 120 членния парламент на Република Македония. Успешният лидер ѝ Никола Груевски получава от президента Бранко Цървенковски за втори път мандат да състави правителство пре юли същата година. Новото правителство е одобрено от Парламента на Република Македония на 27 юли. Участие в новото правителство взема освен ВМРО-ДПМНЕ и албанската ДСИ, която успява да спечели повече гласове сред албанците в сравнение с другата албанска партия ДПА. В правителството взема участие и Ацо Спасеновски от СПМ, която обаче не е част от правителствената коалиция.
Това е първото правителство на Република Македония избрано след предсрочни парламентарни избори.

## Състав
Първоначалният състав на кабинета включва:
| министерство                                                           | име | име                         | партия                              |
| ---------------------------------------------------------------------- | --- | --------------------------- | ----------------------------------- |
| министър-председател                                                   |     | Никола Груевски             | ВМРО-ДПМНЕ                          |
| заместник министър-председател, прилагане на Рамковия договор от Охрид |     | Абдилаким Адеми             | ДСИ                                 |
| заместник министър-председател, икономически въпроси                   |     | Зоран Ставрески             | ВМРО-ДПМНЕ                          |
| заместник министър-председател, евроинтеграция                         |     | Ивица Боцевски              | ВМРО-ДПМНЕ                          |
| вътрешни работи                                                        |     | Гордана Янкулоска           | ВМРО-ДПМНЕ                          |
| външни работи                                                          |     | Антонио Милошоски           | ВМРО-ДПМНЕ                          |
| образование и наука                                                    |     | Перо Стояновски             | ВМРО-ДПМНЕ                          |
| правосъдие                                                             |     | Михайло Маневски            | ВМРО-ДПМНЕ                          |
| отбрана                                                                |     | Зоран Коняновски            | ВМРО-ДПМНЕ                          |
| икономика                                                              |     | Фатмир Бесими               | ДСИ                                 |
| труд и социална политика                                               |     | Джелал Байрами              | ДСИ                                 |
| земеделие, гори и водно стопанство                                     |     | Аце Спасеновски             | Социалистическа партия на Македония |
| околна среда и пространствено планиране                                |     | Неджати Якупи               | ДСИ                                 |
| транспорт и връзки                                                     |     | Миле Янакиевски             | ВМРО-ДПМНЕ                          |
| здравеопазване                                                         |     | Буяр Османи                 | ДСИ                                 |
| култура                                                                |     | Елизабета Канческа-Милевска | ВМРО-ДПМНЕ                          |
| финанси                                                                |     | Трайко Славески             | ВМРО-ДПМНЕ                          |
| местно самоуправление                                                  |     | Муса Джафери                | ДСИ                                 |
| информационното общество                                               |     | Иво Ивановски               | ВМРО-ДПМНЕ                          |
| без ресор, отговорен за привличането на чуждестранни инвестиции        |     | Веле Самак                  | безпартиен                          |
| без ресор                                                              |     | Хади Незир                  | ДСИ                                 |
| без ресор                                                              |     | Неждет Мустафа              | ДСИ                                 |

### Промени от юли 2009
На 10 юли 2009 г. заместник министър-председателят Зоран Ставрески остава на поста си като става и министър на финансите на мястото на Трайко Славевски, стария пост на Ставрески като заместник министър-председател, отговорен за икономическите въпроси е поет от Владимир Пешевски. За министри на образованието и науката и земеделието, горите и водното стопанство са назначени Никола Тодоров и Люпчо Димовски на мястото на Перо Стояновски и Аце Спасеновски.